# ロシアのソマリア沖海賊対策
ロシアのソマリア沖海賊対策（ロシアのソマリアおきかいぞくたいさく）では、ロシア連邦によるソマリア沖の海賊対策やアデン湾を航行する自国関係船舶の護衛策について記述する。

## 年表

### 2008年
- 6月3日 - ロシア海軍当局の発表によりソマリア沖への海軍艦艇派遣が示唆される。
- 9月24日 - 第1次派遣隊、フリゲート「ネウストラシムイ」がバルト海沿岸基地を出港する[1]。
- 10月26日 - 第1次派遣隊がイエメンアデン港に到着する[2]。
- 10月28日 - 護衛任務を開始する[3]。
- 11月19日 - ロシア海軍とフランス海軍は海賊対策で協力を調整する[4]
- 12月9日 - 第2次派遣隊、駆逐艦「アドミラル・ヴィノグラドフ」、補給艦2隻、曳船1隻がウラジオストクを出港する[5]。

### 2009年
- 2月1日 - 第2次派遣隊が護衛任務を開始する[6]。
- 2月25日 - イエメン政府は海賊対策活動を実施しているロシア軍に対して支援する準備があるとした[7]。
- 3月27日 - ノーボスチによれば第2次派遣隊はウラジオストクへ向けて帰港途中であると報じる[8]。
- 3月29日 - 第3次派遣隊、駆逐艦「アドミラル・パンテレーエフ」、補給艦、曳船がウラジオストクを出港する[9]
- 4月16日 - ロシア海軍当局の発表により同年4月下旬に護衛活動を再開する事が明らかとなる[10]。
- 4月27日 - 第3次派遣隊がアデン湾に到着し護衛活動を再開する[11]。
- 4月29日 - 「アドミラル・パンテレーエフ」はソマリア沖にて海賊約30名を拘束する[12]。
- 4月30日 - 前日に拘束した海賊について、国際連合安全保障理事会決議に基づきロシアにて裁判を受ける可能性があるとした[13]。
- 5月4日 - ドミートリー・メドヴェージェフ大統領は検察に対し海賊を裁く国際法廷を要請する[14]。5月12日には外国籍海賊被疑者に対してロシア国内法の適用が可能であるとズビャギンツェフ検察次長が明らかにする[15]。
- 6月2日 - ロシア海軍太平洋艦隊司令官コンスタンチン・シデンコ海軍中将（Vice-Admiral Konstantin Sidenko）は、7月頃に派遣艦艇を交代させる計画がある事を明らかにした[16]
- 6月19日 - 第3次派遣隊は帰港途中にベトナム・ダナンに寄港する[17]。
- 6月26日 - 第4次派遣隊、駆逐艦「アドミラル・トリブツ」、補給艦「ボリス・ブートマ」、曳船「MB-37」がウラジオストクから出港する[18]。
- 7月30日 - 第4次派遣隊、護衛活動を開始する。
- 9月10日 - 露中海軍初の連合護衛艦隊が編組され、指揮権はロシア海軍に委譲される。本航行では計17隻の船舶が護衛される[19]。
- 9月18日 - 現地に展開している中国人民解放軍海軍と海賊対処合同演習「平和ブルー・シールド2009」をアデン湾にて実施する[20][21]。
- 11月13日 - 第4次派遣隊の帰国方針が明らかとなる[22]。
- 11月19日 - 第5次派遣隊、駆逐艦「アドミラル・チャバネンコ」がアデン湾に向かっている事が明らかになる[23]。

### 2010年
- 1月12日 - ロシア海軍は2010年も引き続きアデン湾での護衛活動を継続する事を表明し、バルト海艦隊所属フリゲート「ネウストラシムイ」と交代することも明らかとなる[24]。
- 2月24日 - 太平洋艦隊からの第4次となる任務部隊がウラジオストクを出航する[25]。
- 3月29日 - 新任務部隊がソマリア沖・アデン湾に到着する[26]。
- 4月2日 - 駆逐艦「マルシャル・シャポシニコフ」が任務を開始する[27]。
- 5月6日 - 前日の5月5日に海賊に乗っ取られたリベリア籍のロシアのタンカー「モスクワ大学（ロシア語：Московский университет 、英称：Moscow University ）」を救出するため艦載ヘリコプターで海軍歩兵を乗り込ませる。制圧の過程で海賊1人が死亡し10人を捕獲した。身柄を拘束した海賊については発信機と水および食料を積んだゴムボートに乗せて開放したが、通信が途絶し全員が死亡したと見られる[28][29][30][31]。
- 6月5日 - 駆逐艦「マルシャル・シャポシニコフ」の任務部隊は任務を終了する[32]。
- 6月23日 - ロシア海軍はバルト海艦隊のフリゲート「ネウストラシムイ」と「ヤロスラフ・ムードルイ」を海賊対策のために黒海艦隊に派遣する考えがあることを表明する[33]。
- 6月25日 - 駆逐艦「マルシャル・シャポシニコフ」の任務部隊がウラジオストクに帰港する[34]。
- 7月9日 - 太平洋艦隊司令官はアデン湾における海賊対策任務を拡大すると表明する[35]。
- 7月12日 - 駆逐艦「アドミラル・レフチェンコ」の任務部隊は護衛任務を開始する[36]。
- 11月4日 - 太平洋艦隊から交代部隊を派遣することが発表される[37]。
- 11月17日 - ウラジオストクから駆逐艦「アドミラル・ヴィノグラドフ」の任務部隊が出航する[38]。

### 2011年
- 5月8日 - 北方艦隊の駆逐艦「セヴェロモルスク」がソマリア沖派遣のために出航する。黒海艦隊からは曳船が、バルト海艦隊からは補給艦「エリニャ」が派遣され6月から護衛任務を開始する予定[39]。
- 5月11日 - 4月17日に護衛任務を終了した駆逐艦「アドミラル・ヴィノグラドフ」任務部隊がベトナム訪問を終えて母港へ出航する[40][41]。
- 6月17日 - 北方艦隊の駆逐艦「セベロモルスク」基幹の任務部隊が現場海域に到着し9月中旬まで護衛任務に従事する[42]。
- 9月28日 - 太平洋艦隊の駆逐艦「アドミラル・パンテレーエフ」基幹の任務部隊が現場海域に到着し護衛任務を開始。
- 12月10日 - 太平洋艦隊の駆逐艦「アドミラル・トリブツ」を基幹とする任務部隊がウラジオストクから出航する[43]。

### 2012年
- 1月12日 - 駆逐艦「アドミラル・トリブツ」と補給艦「ペチェンガ」が現場海域に到着し、マルタとトルコを含む国際船団の護衛を開始[44]。
- 2月12日 - 駆逐艦「アドミラル・パンテレーエフ」基幹の任務部隊は1月19日にインドネシア訪問、1月31日にフィリピン訪問を終えて母港に帰港する[45]。
- 3月27日 - 北方艦隊からウダロイ級駆逐艦が対海賊任務部隊として現地海域に向けて出航する[46]。
- 4月25日 - 海賊対策に出動しているロシア軍艦に対し北大西洋条約機構＝ロシア理事会はNATO標準の航海および通信システムを導入する方針が明らかとなる[47]。
- 10月31日 - 海賊対策を強化するためにロシア海軍はIl-38哨戒機2機をジブチのあるフランス軍基地に駐留させる事をフランス当局との間で合意する[48]。
- 11月3日 - 太平洋艦隊から駆逐艦「マルシャル・シャポシニコフ」、補給艦「イルクート」、曳船「アラタウ」で編成される任務部隊が出航する。部隊は2機の艦載ヘリコプターと海軍歩兵部隊を積載している。途中、インド・ムンバイに寄港してインド海軍と合同訓練を実施する[49]。
- 12月11日 - ロシア国防省はアデン湾での海賊対策について、2013年度は3回のローテンションで艦艇を派遣する予定であると発表する[50]。
- 12月18日 - ロシア連邦軍参謀本部と日本自衛隊統合幕僚監部は日露幕僚会議を開き、議題としてソマリア沖・アデン湾での海賊対処活動で両国の艦艇と航空機の連携を進め、協力関係を深化させることで一致する[51]。
- 12月19日 - ロシア国防省は北方艦隊から大型対潜艦「セベロモルスク」、曳船「アルタイ」、補給艦「ドゥブナ」の任務部隊が出航したことを発表する[52]。

### 2013年
- 4月14日 - 帰航途上にあった「マルシャル・シャポシニコフ」の任務部隊は大韓民国の釜山海軍作戦基地を訪問する

- 4月26日 - フリゲート「ネウストラシムイ」は訪問先であるアラブ首長国連邦のドバイ港を出航しアデンに向かう[53]。

## 派遣状況
| 艦船                                                                             | 出港           | 任務開始       | 任務終了       | 帰港              |
| -------------------------------------------------------------------------------- | -------------- | -------------- | -------------- | ----------------- |
| FF 712 ネウストラシムイ                                                          | 2008年9月24日  | 2008年10月28日 |                | 2009年2月8日      |
| アドミラル・ヴィノグラドフ 補給艦2隻 曳船1隻                                     | 2008年12月9日  | 2009年2月1日   | 2009年3月下旬  | 2009年            |
| アドミラル・パンテレーエフ 補給艦イルクート 補給艦イジョラ 曳船MB-37             | 2009年3月29日  | 2009年4月27日  |                | 2009年7月1日      |
| アドミラル・トリブツ 補給艦ボリス・ブートマ 曳船MB-99                            | 2009年6月26日  | 2009年7月30日  | 2009年10月15日 | 2009年11月16日    |
| アドミラル・チャバネンコ 補給艦セルゲイ・オシポフ 補給艦レナ                     |                | 2009年11月30日 |                |                   |
| FF 712 ネウストラシムイ                                                          | 2009年12月ごろ | 2010年1月ごろ  |                |                   |
| マルシャル・シャポシニコフ 補給艦ペチェンガ 曳船MB-37                            | 2010年2月24日  | 2010年4月2日   | 2010年6月5日   | 2010年6月25日     |
| アドミラル・レフチェンコ 補給艦オレクマ 曳船SB-36                                | 2010年6月ごろ  | 2010年7月12日  |                |                   |
| アドミラル・ヴィノグラドフ 補給艦ペチェンガ 曳船MB-522                           | 2010年11月17日 | 2010年12月ごろ | 2011年4月17日  | 2011年5月18日以降 |
| セヴェロモルスク 補給艦エリニャ 曳船                                             | 2011年5月8日   | 2011年6月17日  | 2011年9月中旬  |                   |
| アドミラル・パンテレーエフ 補給艦ブートマ 曳船フォティ・クリロフ（Fotiy Krylov） |                | 2011年9月28日  | 2012年1月15日  | 2012年2月12日。   |
| アドミラル・トリブツ 補給艦ペチェンガ 曳船                                       | 2011年12月10日 | 2012年1月12日  | 2012年3月26日  |                   |
| ヴィツェ・アドミラル・クラコフ                                                   | 2012年3月27日  | 2012年5月初旬  |                |                   |
| マルシャル・シャポシニコフ 補給艦イルクート 曳船アラタウ                         | 2012年11月3日  | 2013年1月15日  | 2013年3月4日   |                   |
| セベロモルスク 補給艦ドゥブナ 曳船アルタイ                                       | 2012年12月18日 |                |                | 2013年6月26日     |
| ネウストラシムイ 補給艦 曳船                                                     |                | 2013年5月2日   |                |                   |